# Сухорський Володимир Андрійович
Володимир Андрійович Сухо́рський (нар. 8 серпня 1957, м. Львів) — український скульптор, учасник обласних, всеукраїнських та закордонних виставок, член Національної спілки художників України.

## Життєпис
Народився 8 серпня 1957 року у місті Львові. Походить з родини лемківських майстрів різьби по дереву. Батько Андрій Петрович Сухорський, заслужений майстер народної творчості України, з дитинства прищепив любов до мистецтва.
Навчався в дитячій художній школі при Спілці Художників України у м. Львові.
1979 рік — закінчив Львівський державний інститут прикладного і декоративного мистецтва.
З 1989 року — член Спілки Художників України.
Великі монументальні роботи створював разом з братом Андрієм Сухорським.

## Доробок у галузі скульптури
У творчому доробку Володимира Сухорського (у співавторстві з Андрієм Сухорським) — численні пам'ятники:
- Тарасу Шевченку (Львів, 1991—1996).
- Юрію Змієборцю (Львів, 1997—1999) — присвячений правоохоронцям, які загинули при виконанні службових обов'язків.
- Пам'ятний знак жертвам голодоморів «Розп'яття» (Київ, калиновий гай, 2006—2007).
- Соломії Крушельницькій (Тернопіль, 2010), (у співавторстві з В. Стасюком).
- Погруддя В'ячеславу Чорноволу (Дрогобич, Львівська область, 2009).
- Творцям Пересопницького Євангелія (Пересопниця, Рівненська область, 2011) — присвячений 450-річчю з дня написання книги, (у співавторстві з В.Стасюком).
- На могилі Ігоря Білозіра (Львів, Личаківське кладовище, 2013).
- «Українцям жертвам депортації 1944—1946 рр.» (Тернопіль, 2014).
- Михайлові Вербицькому (Львів, 2015), (у співавторстві з В. Стасюком).

## Участь у конкурсах
Як співавтор, разом з Андрієм Сухорським, брав участь у конкурсах:
- 1981 рік — Конкурс на найкращий проєкт пам'ятника Данилу Галицькому у Львові. Проєкт був відзначений заохочувальною премією.
- 1988 рік — Обласний конкурс на найкращий проєкт пам'ятника Тарасові Шевченка у м. Львові. Проєкт відзначений ІІІ премією.
- 1989 рік — Перший тур республіканського конкурсу на найкращий проєкт пам'ятника Тарасові Шевченка у м. Львові. Отримали ІІ премію (перша не присуджувалась).
- 1990 рік — Другий, заключний, тур республіканського конкурсу на найкращий проєкт пам'ятника Тарасові Шевченка у м. Львові. Отримали І премію. Спорудження пам'ятника було завершено в 1996 році. На конкурсі було представлено 120 проєктів.
- 1991 рік — Перемогли в обласному конкурсі на найкращий проєкт пам'ятника Роксолані [Архівовано 19 вересня 2016 у Wayback Machine.] в Рогатині.
- 1992 рік — Ввійшли в п'ятірку найкращих на конкурсі проєктів пам'ятника «100 років еміграції» в Едмонтоні, Канада.
- 1995 рік — На Всеукраїнському конкурсі на найкращий проєкт пам'ятника Михайлові Грушевському у Києві. Отримали ІІ премію (перша не присуджувалась).
- 1996 рік — Обласний конкурс на найкращий ескізний проєкт пам'ятника «Борцям за волю України» у Львові. Проєкт відзначений ІІ премією.
- 1997 рік — Стали переможцями конкурсу на найкращий проєкт пам'ятника «Юрію Змієборцю» у Львові. Пам'ятник споруджено в 1999 році.
- 2001 рік — Перше місце отримав проєкт меморіальної таблиці Ігорю Білозіру у Львові. Таблиця відкрита в 2002 році. Автор А. Сухорський.
- 2002 рік — На Всеукраїнському конкурсі на найкращий проєкт пам'ятника Степанові Бандері у Львові отримали ІІ премію.
- 2003 рік — На конкурсі на найкращий ескізний проєкт пам'ятного знаку до 60-річчя депортації українців з Польщі для Тернополя отримали 1 премію.
- 2004 рік — На Всеукраїнському конкурсі на найкращий проєкт пам'ятника «Жертвам голодоморів та політичних репресій» у Києві отримали 3 премію.
- 2007 рік — На обласному конкурсі на найкращий ескізний проєкт пам'ятника «Українцям жертвам депортацій ХХ ст.» у Львові отримали 2 місце.

Пам'ятник Борцям за волю України (Львів)

- Пам'ятник Борцям за волю України (Львів)2007 рік — Стали переможцями в обласному конкурсі на найкращий ескізний проєкт пам'ятника С. Бандері у Тернополі.
- 2007 рік — Стали переможцями обласного конкурсу на найкращий ескізний проєкт пам'ятника С. Бандері у Луцьку.
- 2008 рік — Стали переможцями обласного конкурсу на найкращий ескізний проєкт пам'ятника Вячеславу Чорноволу у Дрогобичі.
- 2008 рік — Стали переможцями конкурсу на найкращий ескізний проєкт пам'ятника Андрею Шептицькому у Дрогобичі.
- 2012 рік — Стали переможцями всеукраїнського конкурсу на найкращий ескізний проєкт пам'ятника Т. Шевченку у Вінниці (І і ІІІ премія).
- 2013 рік — Стали переможцями всеукраїнського конкурсу на найкращий ескізний проєкт пам'ятника М. Вербицькому у Львові.
- 2013 рік — ІІ премія на обласному конкурсі на найкращий ескізний проєкт пам'ятника «100-річчя легіону Січових Стрільців», м. Стрий.
- 2013 рік — ІІІ премія на обласному конкурсі на найкращий ескізний проєкт пам'ятника «Незалежності України» у Тернополі.
- 2014 рік — ІІ і ІІІ премії на обласному конкурсі на найкращий ескізний проєкт пам'ятника «Папі Іоанну Павлу ІІ» в Івано-Франківську.

## Перелік робіт
Роботи виконані Володимиром та Андрієм Сухорськими.

### Сакральна скульптура в дереві
| Назва                               | Розміри    | Рік  |
| Св. Яків                            | 135х50х44  | 1999 |
| Святий Марко Євангеліст             | 170х71х56  | 1999 |
| Плащаниця                           | 165х64х45  | 2000 |
| Святий Лесмес.                      | 178х78х62  | 2001 |
| Діва Марія                          | 130х62х49  | 2001 |
| Розп'яття                           | 235х156х60 | 2002 |
| Свята сім'я (рельєф)                | 180х95х15  | 2004 |
| Тайна вечеря (горельєф)             | 230х130х20 | 2005 |
| Хрещення (горельєф)                 | 230х130х20 | 2005 |
| Святий Петро з дітьми (рельєф)      | 110х65х15  | 2006 |
| Мати Тереза (горельєф)              | 110х65х16  | 2006 |
| Святі Анна та Яків (рельєф)         | 105х70х15  | 2006 |
| Святі Захарій та Єлизавета (рельєф) | 105х70х15  | 2006 |
| Ангели (рельєф)                     | 70х45х15   | 2006 |
| Ісус                                | 170х75х46  | 2009 |

### Станкова скульптура
| Назва                                                  | Розміри   | Рік  |
| Уклін землі.                                           | 35х17х10  | 1984 |
| Материнство. Гіпс                                      | 50х27х26  | 1985 |
| Спрага пізнання. Гіпс                                  | 63х50х37  | 1985 |
| Невагомість. Дерево                                    | 60х60х20  | 1986 |
| Осінь. Дерево                                          | 50х18х16  | 1987 |
| Розпука. Бронза                                        | 30х28х22  | 1987 |
| Портрет мистецтвознавця В. М. Паньківа. Бронза, дерево | 45х30х27  | 1988 |
| Сова. Дерево                                           | 43х15х13  | 1988 |
| Проблеми людства. Латунь, дерево                       | 135х18х18 | 1988 |
| Муза. Бронза                                           |           |      |
| Діалог. Дерево                                         | 67х47х29  | 1989 |
| Розп'яття. Бронза                                      | 64х49х22  | 1996 |
| Феміда. Бронза                                         | 51х51х10  | 1997 |
| Триєнале. Бронза                                       | 33х7х7    | 1999 |
| Свідок історії. Бронза                                 | 94х32х16  | 2003 |